# Palazzo Ruspoli

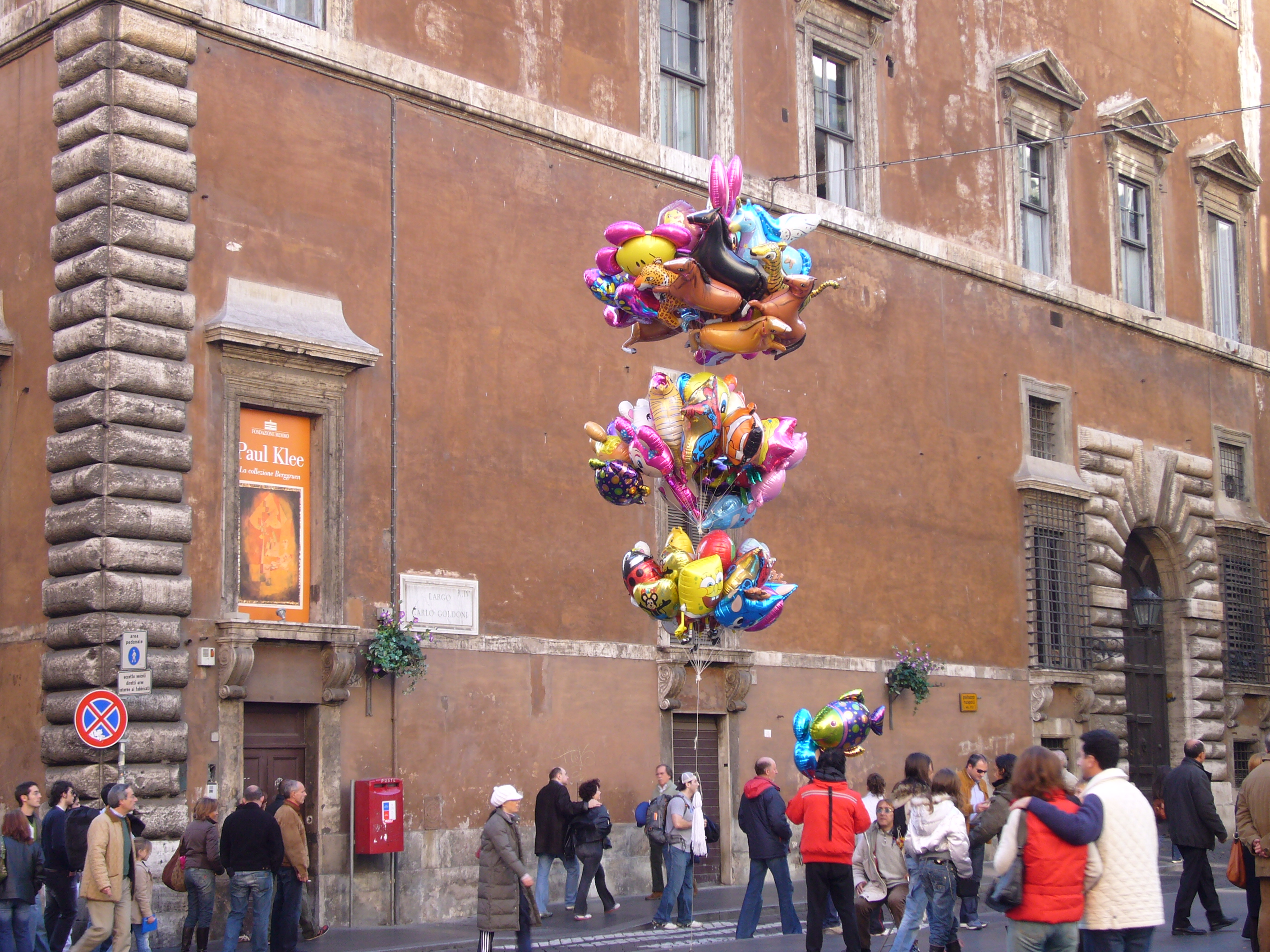
Fachada no Largo Goldoni.

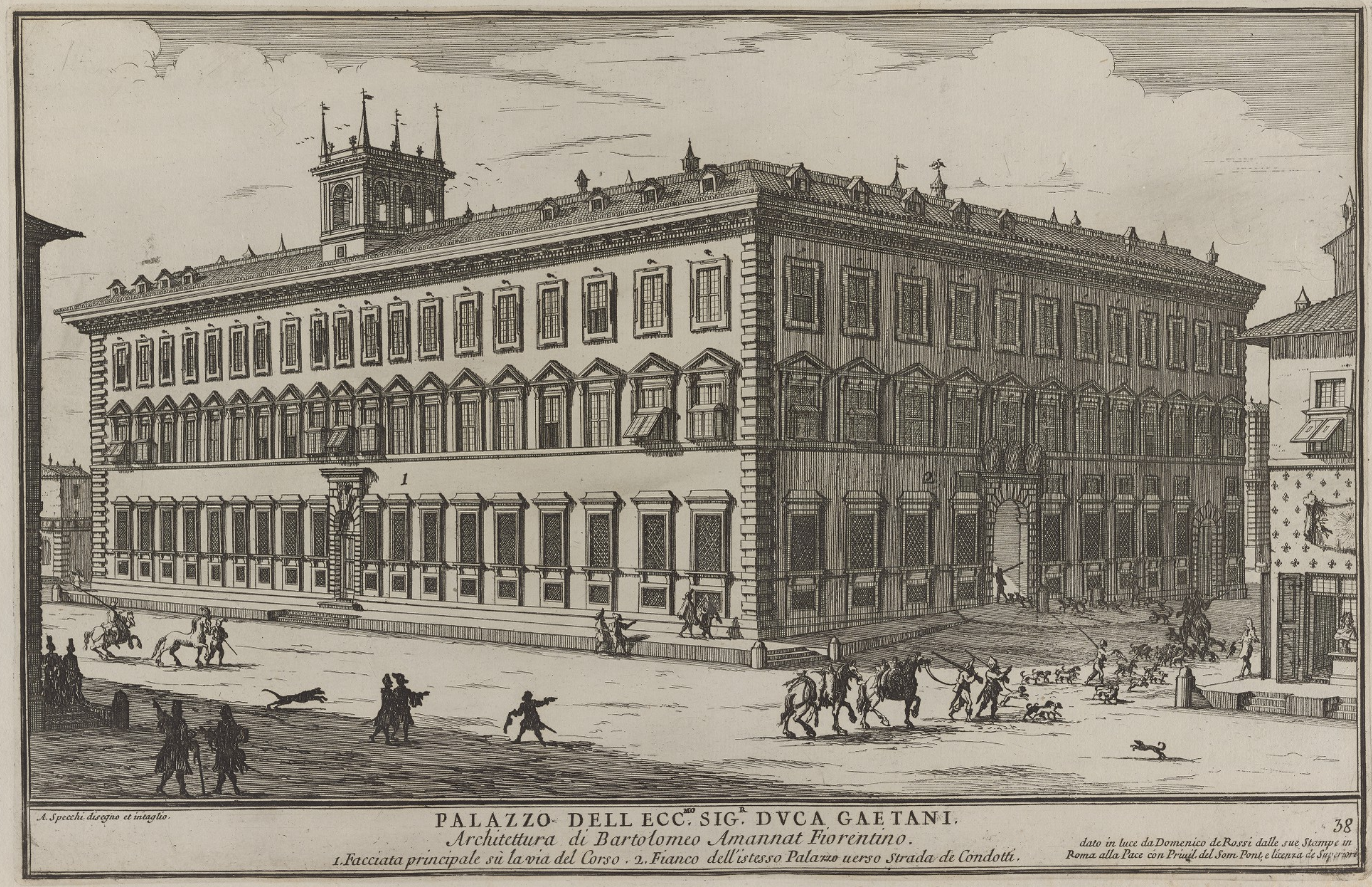
Gravura do século XVIII do palácio por Giuseppe Vasi.

Palazzo Ruspoli é um palácio localizado na Via del Corso, no rione Campo Marzio de Roma, e pertencente à aristocrática família Ruspoli.

## História
O palácio foi originalmente construído no século XVI pela família Jacobilli, que, contudo, não teve recursos suficientes para terminar a obra e acabou obrigada a vendê-lo, em 1583, para a família toscana dos Rucellai, que encomendou ao arquiteto Bartolomeo Ammannati (1511-1592) o término da obra. Seu projeto se concentrou substancialmente no término da fachada solene ao longo da moderna Via del Corso e as lógias de frente para o jardim, cuja galeria foi decorada em afrescos por Jacopo Zucchi e enriquecida, no ano seguinte, com a coleção de esculturas antigas do príncipe Rucellai.
Em 1629, o palácio foi adquirido pela nobre família dos Caetani, que, por sua vez, encarregou o arquiteto Bartolomeo Breccioli de modificar a fachada de frente para o atual Largo Goldoni, acrescentando janelas e ampliando a estrutura às custas de um inútil depósito construído um século antes. Ainda por encomenda dos Caetani foram realizadas as últimas obras no palácio, em 1640, por Martino Longhi, o Jovem (1602-1656), que construiu a majestosa escadaria com mais de cem degraus que ainda hoje liga o pórtico do palácio à lógia do pátio interno e também a torre belvedere acima do telhado. Esta escadaria, cujos degraus foram todos talhados a partir de um único bloco de mármore, é tradicionalmente incluída entre as "quatro maravilhas de Roma": "Il cembalo di Borghese / il dado di Farnese / la scala di Caetani / il portone di Carboniani".
O palácio passou, em 1676, para a nobre família dos príncipes Ruspoli, que ainda hoje é proprietária de parte do edifício e que emprestou-lhe seu nome. No século XVIII, o Palazzo Ruspoli recebeu o célebre músico alemão Georg Friedrich Händel, que compôs ali o oratório "A Ressurreição" e serviu como maestro de capela dos príncipes Ruspoli. Durante a primeira metade do século XIX, até 1879, por iniciativa dos próprios Ruspoli, parte do piso térreo foi dedicada a atividades comerciais e ali foi aberto o famoso Caffè Nuovo, um dos locais mais elegantes e exclusivos da cidade. Entre os visitantes ilustres da família Ruspoli estão o imperador francês Napoleão III, que passou bastante ali ainda muito jovem com sua mãe, Hortênsia de Beauharnais entre 1823 e 1835. Ela encomendou, com permissão dos proprietários, alguns afrescos para lembrar sua permanência no local, de refinado gosto francês pré-imperial. A família Bonaparte ficou tão impressionada com Roma e com o Palazzo Ruspoli que, em 1859, um primo de Napoleão III, Napoleão-Carlos Bonaparte, casou-se com a princesa Cristina Ruspoli, criando um duradouro e definitivo laço familiar entre os Ruspoli e os Bonaparte.
No jardim do palácio, em 1870, se travou uma das últimas batalhas entre os soldados piemonteses e exército papal depois da invasão da Porta Pia, durante a qual foram assassinados dezenove zuaves do papa. Nesta ocasião, a princesa Cristina Ruspoli recolheu a bandeira que ficava sobre o portal de acesso à cidade e a conservou no palácio, onde ela permaneceu até 2011, quando, por ocasião das celebrações do 150º aniversário da Proclamação do Reino da Itália, a bandeira foi devolvida pelo príncipe Sforza Ruspoli à Cidade do Vaticano, representada pelo cardeal Tarcisio Bertone, numa cerimônia solene.

## Descrição
O palácio tem fachadas em três lados, com janelas com arquitraves no piso nobre, com tímpanos nas do segundo piso e com uma simples cornija nas do terceiro.